# Portret Francesca delle Opere
Portret Francesca delle Opere (wł. Ritratto di Francesco delle Opere) – obraz włoskiego malarza, przedstawiciela szkoły umbryjskiej, Pietra Perugina.

## Historia obrazu
Namalowany został w 1494 roku i był prawdopodobnie pierwszym portretem autorstwa Perugina. Przez wiele lat był uznawany za autoportret mistrza, zgodnie z błędną opinią Chevaliera Mantalvo. W 1799 roku obraz został przeniesiony z Garderoby Medyceuszy do Pałacu Pitti. W 1833 roku trafił do galerii Uffizi we Florencji, gdzie znalazł się w sali z autoportretami artystów. W 1881 roku dzięki odczytaniu napisu o treści:1494, D’Luglio Pietro Perugino Pinse Franc[esc] De Lopr[e Peynaga], znajdującego się na rewersie obrazu, odkryto tożsamość postaci. Był nim członek starej florenckiej rodziny – Francesco delle Opere, twórca gemm i brat Giovanniego, przyjaciela Perugino.
Obraz przedstawia rzemieślnika o surowym wyrazie twarzy. Jego dłonie spoczywają na balustradzie, tworząc tym samym wrażenie głębi. Motyw ten został zapożyczony od niderlandzkiego malarza Hansa Memlinga. Również motyw szczegółowego pejzażu świadczy o wpływie twórczości artysty na dzieło Perugina. Postać w prawej ręce trzyma kartkę z łacińskim napisem: Timete Deum (pol.: Czujcie bojaźń przed Bogiem). Sentencja została zapożyczona z kazań dominikanina Savonaroli. Napis ten dopełnia sposób przedstawienia psychiki postaci, jej surowości i stanowczości przepełnionej zasadami moralnymi.